# Johann Christian Plath (Unternehmer)
Johann Christian Plath (* 5. März 1738 in Hamburg; † 26. Juli 1817 ebenda) war ein Hamburger Holzhändler.

## Leben
Plath war der Sohn des aus der Leibeigenschaft auf Rügen nach Hamburg geflohenen Hinrich Plath (1712–1787), Quartiersmann bei dem Hamburger Holzgroßhändler und Kämmereibürger Paul Faber (1711–1765), und der Anna Elisabeth geb. Scheel verw. Rönnberg (1701–1785), Tochter eines Lüneburger Schiffsknechts, die als Dienstmädchen an den Stadtdeich nach Hamburg kam.
Da sein Vater nur im Sommer als Quartiersmann arbeiten konnte und die Familie im Winter mit dem Verkauf von selbst geangelten Fischen ernähren musste, arbeiteten die Kinder neben der Schulzeit und halfen so mit, die Familie zu versorgen. In diesen ärmlichen Verhältnissen bekam Christian Plath als 11-Jähriger im Sommer 1749 die Möglichkeit, den Berliner Schiffer Gottfried Höpffner auf einer Handelsfahrt nach Berlin als Diener zu begleiten. Höpffner hatte er kennengelernt, da sein Stiefbruder Hans Moritz Rönnberg als Schiffskoch dort angestellt war. Über Höpffner lernte Plath dessen Bruder Johann Heinrich Höpffner, der ebenfalls Berliner Schiffer war, kennen. Dieser unterhielt in Brandenburg an der Havel eine Materialhandlung und bot Plath an, dort die Materialhandlung zu erlernen. Im Alter von nur 12 Jahren zog Plath also im Jahr 1750 nach Brandenburg, erlernte die Materialhandlung und kehrte 1757 wieder nach Hamburg zurück. Hier fand er nun eine Anstellung als Schreiber bei dem Arbeitgeber seines Vaters, dem Holzgroßhändler Faber. Hier machte er sich einen guten Namen und konnte so auch seinem Bruder Paul Daniel Plath eine Stelle als Schreiber bei einem weiteren Holzhändler verschaffen. Durch den guten Verdienst der beiden Brüder stieg der Wohlstand der Familie. Plath heiratete 1777 die Tochter des Holzhändlers Kort und wurde Geschäftspartner seines Schwiegervaters. Diese Frau starb allerdings bereits ein Jahr später und er verheiratete sich im Jahr 1781 erneut. Plath handelte vor allem mit Schiffsbauholz und verkaufte dieses nach Holland, England und Frankreich. Durch die Elbsperre im Jahr 1803 verlor er jedoch diesen einträglichen Zweig seines Geschäfts und hinzu kam noch die Tatsache, dass viele Schuldner insolvent wurden und die Kredite an ihn nicht zurückzahlen konnten. So verlor Plath etwa zwei Drittel seines Vermögens. 1806 wurde durch die französische Besatzung Hamburgs das Holzgeschäft noch schwieriger. Plath übergab sein Holzgeschäft an seinen ältesten Sohn Gottfried Plath (1782–1840) und zog sich 1811 nach Ratzeburg zurück. Wegen der tyrannischen Besatzung der Franzosen begrüßte Plath, der früher entschieden gegen den Soldatenstand war, die Entscheidung seiner Söhne Gottfried, Christian und Wilhelm, sich freiwillig dem Feldzug gegen die Franzosen anzuschließen. In Ratzeburg erkrankte Plath, kehrte 1816 nach Hamburg zurück und verstarb dort im Jahr 1817 im Alter von 79 Jahren.
Durch die ärmlichen Verhältnisse seiner Jugend vergaß Plath auch im Wohlstand seines späteren Lebens seine Herkunft nicht. So errichtete er, zusammen mit Freunden, am Stadtdeich eine Armenanstalt, da die 1788 gegründete Hamburger Allgemeine Armenanstalt dieses Gebiet am Anfang nicht umfasste. Als die Allgemeine Armenanstalt später den Stadtdeich dazuzog, blieb Plath bis zu seinem Umzug nach Ratzeburg deren Vorsteher. Auch seine Kinder widmeten sich den Armen. So wurde sein ältester Sohn Gottfried im Jahr 1819 ebenfalls Vorsteher der Allgemeinen Armenanstalt, sein gleichnamiger Sohn Christian wurde im Jahr 1829 Abgeordneter am Schulconvent der Allgemeinen Armenanstalt und Patron der Paßmannschen Armenschule, der Sohn Wilhelm wurde Kinderarzt und adoptierte drei Kinder, seine Tochter Maria wurde 1826 Vorsteherin einer Mädchenschule in Hamburg und zwei weitere Töchter, Dorothea und Charlotte, Lehrerinnen an dieser Mädchenschule.

## Familie
Nach Plaths erster Ehe mit der Tochter des Holzhändlers Kort heiratete er am 12. Juli 1781 Christiane Misler (1759–1850), Tochter des Oberaltensekretärs Johann Gottfried Misler und der Hamburger Kaufmannstochter Maria Schramm (1734–1777). Aus dieser zweiten Ehe gingen 15 Kinder hervor:
1. Gottfried Heinrich (1782–1840), Holzhändler ⚭ Juliane Caroline Berkhan (1786–1866)
2. Anna Maria (1783–1869), Schulvorsteherin
3. Christian (1785–1790)
4. Johanna (1787–1790)
5. Dorothea (1787–1790)
6. Carl (1789–1795)
7. Johann Christian (1790–1852), Geistlicher ⚭ Therese Böckmann (1802–1826)
8. Clarisse (1791–1883), Erzieherin
9. Johanna Christina (1793–1793)
10. Dorothea (1794–1878), Lehrerin
11. Wilhelm (1795–1877), Kinderarzt ⚭ Amalie Christiane Schütt (1802–1883)
12. Elisabeth (1797–1811)
13. Friedrich (1798–1801)
14. Charlotte, Lehrerin (1799–1880)
15. August (1800–1870), Holzhändler ⚭ Anna Dorothea Friederika Rothe (1820–1875)

## Schriften
- Johann Christian Plath: Bruchstück einer Selbstbiographie. Hrsg.: Joh. Christian Plath. Rauhes Haus, Hamburg 1851.